# Акира Нозава
Акира Нозава (јап. 野澤 晁; Хирошима, 15. август 1914 — 13. мај 2000) био је јапански фудбалер.

## Репрезентација
За репрезентацију Јапана дебитовао је 1934. године. За тај тим је одиграо 3 утакмице и постигао 3 гола.

## Статистика
| Јапан  | Јапан   | Јапан  |
| Година | Наступи | Голови |
| ------ | ------- | ------ |
| 1934.  | 3       | 3      |
| Укупно | 3       | 3      |